# Lista över mytologiska gestalter
Detta är en lista över mytologiska gestalter i alfabetisk ordning. Somliga namn på listan är gudar som fortfarande aktivt dyrkas, andra var blott hjältar som aldrig kunnat göra anspråk på någon gudomlig status och åter andra finns bara omnämnda som demoner eller till och med abstrakta principer. Gemensamt för dem är att de omnämns i någon myt, helig skrift eller äldre muntlig tradition, det vill säga kvalificerar sig som mytologiska gestalter.
Listan är avsedd som ett referensverk eller en s.k. länklista över befintliga, mytologirelaterade artiklar här på Wikipedia snarare än att utgöra en fullständlig tablå över alla mytologiska gestalter som någonsin funnits. För en mer strukturerad introduktion till ämnet mytologi och en sammanställning av artiklar om myter från specifika religionsområden se artikeln Mytologi. För en kategorisering "på andra ledden" se: Lista över mytologiska gestalter i tematisk ordning.
I listan har följande hänvisningar till respektive mytologi använts (under utveckling):
| jud | Judisk mytologi       |
| kri | Kristen mytologi      |
| gre | Grekisk mytologi      |
| rom | Romersk mytologi      |
| jap | Japansk mytologi      |
| oce | Oceaniens mytologi    |
| egy | Egyptisk mytologi     |
| nor | Nordisk mytologi      |
| inu | Inuitisk mytologi     |
| sla | Slavisk mytologi      |
| ind | Indisk mytologi       |
| may | Mayansk mytologi      |
| din | Dinkafolkets mytologi |

| A B C D E F G H I J K L M N O P Q R S T U V/W X Y Z Å Ä Ö |

## A
Abed-nego jud 
Abel jud 
Abraham jud 
Absalom jud 
Abuk din 
Achachilas
Achanta
Achelous
Adad
Adam jud 
Adamanthea
Adapa
Aditi
Adonis gre 
Adu oginae
Aeacus
Aegina
Aegir
Aegos gre 
Aeneas
Aeolus gre 
Aesculapius
Afrodite gre 
Ahab Ah Puch Agloolik Agamemnon gre Aesculapius Agni Ah Kinchil Ahriman Ahura Mazda Ahuras Aigisthos Aiolos Aipalookvik Aiwel Aizen-Myoo Ajax Akilles Akshobhya Aktaion Akilathirattu Ammanai Ala Alberich Alkestis Alkinoos Alkmena Allfader Alom Aluluei Amaterasu Amalthea Ambrosius Ame Ameretat Amesha Spentas Amfiaraos Amfion Amfitrite Amfitryon Amitabha Amma Amoghasiddhi Amon Amon-Ra An
Anahita
Ananda
Ananke
Anansi
Anat
Anaxarete
Anchancho
Androgeos
Andromache
Andromeda
Andvare Angra Mainyu Anhur Aningan Annan Antaios Antigone Antiope Antum Anu Anubis Anuket Ao Chin Ao Jun Ao Kuang Ao Shun Apep Apis Apofis Apollon Apsu Apu Punchau Aqhat Aram Aramazd Aranda Aranrhod Arawn Arawotya Ares Arethusa Argonaut Argos Argus Ariadne Aristaios Arjuna Armaiti Aron Art Artavazd Artemis Arul Nool Artur Arubani Aruru Aryaman Asa Asag Asar Asdiwal Ashvins Ask Asklepios Asopus Assur Astarte/Ashtoreth Asterion Asuras Ataentsic Atar Ate Athena Atira Atlantider Atlas Aton Atrahasis Atreus Atropos Attis Atum Augeas Autolykos Awonawilona Aya Ayyavazhi Ayyavazhi mytologiska Ayya Vaikundar Ayar Cachi

## B
Ba Ba Baal Baba Baba-Jaga Bacabs Bacchus Bachue backant/backanter Balak Balam-Acab Balam-Quitze Balarama Balder Balor Bast Batseba Baugi Baukis Bedevere Beelzebub Bel Belenus Beli Belinus Belit-Sheri Bellerofon Belsazzar Belteshazzar Benjamin Benkei Benten Beowulf Bergsrået Bes Bharata Bia (afrikansk) Bia (grekisk) Biheko Bileam Bishamon Bladud Blodeuedd Boaliri Boas Bochica Boiuna Bolbe Bolon Dzacab Bomazi Bor boreaderna Boreas Bors Brage Brahma Bran Branwen Brennius Bricriu Brigantia Brisa Brokk Bron Brynhild Buchis Budda/Buddha Buri Buto Bysen bärsärk/bärsärkar

## C
Cagn Caha-Paluna Caipora Caishen Caquixaha Cari Castor Ceres Ceridwen Cernunnos Chac Chalchiuhtlicue Chandaka Chandashi Chang Xi Chaos Cheng-Huang Chenresi Chia Chiabos Chibchacum Chimaira Chiminigagua Chingichnich Chione Chi Songzi Chiyu Chomiba Chong Chongli Coatlicue Con Conaire Conchobar Conn Cordelia Corineus Cormac Creiddylad Cuchulainn Culhwch Cumhau Cupido

## D
Daevas Dafne Dagda Dagon Dahak Daidalos Daikoku Daksha Danaë Danann Danaos Danel Daniel Danu (keltisk mytologi) Danu (indisk mytologi) Daramulun Dareios/Darius David Dazhbog Ddunda Deianeira Deirdre Delgeth Delila Demeter Demofon Deng Deukalion Devadatta Devana Devas Devi Dharma Dhritarashtra Di (gud) Diana Diarmaid Dido Di Jun Diomedes Dione Dionysos Dis Diser Diya Djabo Djanggaus Domovoj Don (mytologisk gestalt) Dongo Dong Wang Gong Dong-Yo Da-Di Doris Draupadi dryader Duamutef Dumuzi Durga Duryodhana Dxui Dyauspitar

## E
Ea Ebisu Echo Edom Efé Ehecatl Eir Eithinoha Ek Chuah Ekkekko Eko El Elaine Elektra Elffin Elia Elisha Embla Emma-O Emrys Endukugga Endymion En-Kai Enki Enkidu Enlil Ennugi Enok Eos Epimetheus Epione Epona Erato Erechteus Ereshkigal Erichthonios Eris Erios Eros Esau Eshu Estanatlehi Etana Eteokles Eumenides Euronyme Europa (mytologi) Euros Eurybia Eurydike Eurystheus Eva (mytologi)

## F
Fa Fafne Faidra Feng Bo Fenrisulven Fergus Filemon Fingal Finn Flora Foibos Folos Forkys Forsete Freja Frej Frigg Frija Fukurokuju Fuxi Fuxing Fylgjor

## G
Gabriel Gaia Galahad Galatea Gandalf Ganesha Ganga Gangleri Ganymedes Gaoh Gaoyao Garang Garuda Gatswokwire Gautama Gawain Gayomard Gborogboro Ge Geater Geb Geirröd (en jätte) Geirröd (en kung) Gerd Geryon Ge-Sar Ggulu Gideon Gidja Gikuyu Gilgamesh Glispa Gluskap Gog Gogmagog Goliat Gong-Gong gorgon/gorgoner Graiai Grainne Grane Grendel Gshen-Rab Gu Guan Yin Guan Yu Gucumatz Gudatrigakwitl Gudrun Gjukadotter Guenever Guinechen Gun Gunn Gunnar Gwion Gwydion Gwyn ap Nudd Gylfe Göll Göndul

## H
Hachiman Hadad Hades Hagar Haimon Hamingja Hanish Hanuman Haoma Hapi Hapy Harakhte Harmonia Hathor Haumea Haumia-Tike-Tike Hauvatat Hayk Hebe Hecuba Hefaistos Heh Heimdall Hekabe Hekate Hektor Hel Helena (mytologi) Helios Heng Heng Bo Hengist Heng-O Heno Hera Herakles Hercules Hermes Hermod Herne Hero Hesione Hestia Hiawatha Hild Himalia Hine-Ahuone Hine-Nui-Te-Po Hine-Rau-Wharangi Hine-Titama Hippodameia Hippolytos Horagalles Horerna Horsa Horus Hotei Hreidmar Hrungner Hu Hu Huacas Huang-Di Huehueteotl Hugin Huldror Huitaca Huitzilopochtli Humbaba Hunab Ku Hunahpu Hundun Huracan Hyakinthos Hymer Hyperion Härfjätter Höder Höner

## I
Iakkhos Iapetos Idomeneus Idun Ifa Ifigenia Igraine Ihy Ikaros Iktomi Ilja Muromets Ilyapa Imaymana Viracocha Imset Inanna Inari Indra Inti Io Iole Ioskeha Iqui-Balam Irdlirvirissong Isak (patriark) Ishtar Ishullana Isis Ismael Ismene Isolde Isoud Israel (mytologisk gestalt) Issun Boshi Itzamna Ix Chel Ix Ch'up Izanagi Izanami

## J
Jafet Jahve JHVH Jakob Jambavan Janus Jarapri Jason Jehova Jehu Jerobeam Jesse Jesus Jetro Jimmu Tenno Jingo Jisebel Jizo Bosatsu Job Jokasta Jona Jonathan Josef, Jakobs son Josua Juda Jugumishanta Jumala Juno Juok Jupiter Jurojin Jurong Jurupari

## K
Kaang Kachinas Kadmos Kaggen Kagutsuchi Kain Kaisuki Kaleru Kali Kalkas Kalki Kalliope Kalypso Kama Kamaugarunga Kami Kamsa Kappa (mytologisk gestalt) Karttikeya Karon Karybdis Kassandra Kassiopeia Kastor Keiron Kekrops Keleus Kenos Kentaurer Kerberos Kerubim/Keruber Khepri Khnum Khons Khopun Khuba Khyab-Pa Ki Kibuka Kilya Kintaro Kintu Kiranga Kirke Kishijoten Kitamba Kitchi Manitou Klio Klotho Klytamnestra Koeus Koios Kore Koronis Koshchei Krak Kreon Krios Krishna Kronos Kryseis Kshathra Ku Kubera Kukulcan Kunapipi Kunti Kurma Kvaser Kwannon Kwawar Kybele Kykloper

## L
Laban Laios laistrygoner Lakedaimon Lachesis Lakshmi Lamashtu Lancelot Laokoon lapiter Lea Lear Lebé Leda Legba Lei Kung Leir Lemminkäinen Lesjy Leto Levi Leviatan Leza Li Liftraser limnader limonider Lir Lisa Liv Llefelys Lleu Llaw Gyffes Lludd Llyr Lohengrin Loke Lot Lug Lugulbanda Lugus Luonnotar Luxing Lykomedes Lökk

## M
Maahes Mab Mabon Macardit Macsen Maderakka Maderatche Madri Madumda Mafdet Magne Mahamaya Mahucutah Maia Maina Maka Makemake Makosh Malava Malsum Manandabari Mama Ocllo Manannan Manawydan Manco Capac Maniga Manitou Manu Maponus Mara ind Mara nor March Marduk Mark av Cornwall Mars Marsyas Maruter Marwé Masya Masyane Math Matholwch Mati-Syra-Zemlya Matrona Matsya Maui Mawu Maya Mayet Mazda Mbombo Medb Medea Medusa Megara Melwas Meme Menad/Menader Menelaos Men Shen Mentor Mercurius Merlin Mertseger Mesak Meshkent Methusalem Metis Mher Mictlantecuhtli Midas Mikael Mimer Min Minerva Minos Minotauros Miriam Mist Mithra Mithras Mitra Mnemosyne Mnevis Modron Moirer Molok Momotaro Monju-Bosatsu Mont Montezuma Moombi Mordred Morgan le Fay Morpheus Morrigan Moses Mot Mudungkala Mugwe Mukasa Mukuru Mulungu Munin Mupe Mura-Mura Murilé Musa Musa (afrikansk mytologi) Mut Mwambu Mwinambuzhi Myesyats Myrddin

## N
Nabu Naga Nagenatzani najader Nambi Namtar Nana-Buluku Nanabush Nanna (nordisk) Nanna (mesopotamisk) Nanook napaiader Narasimha Narkissos Nausikaa Nabukadnezzar Nedu Nefertum Neftys Neheh Neith Nekhebet Nemterequeteba Neptunus nereider Nereus Nergal Nerthus Nesaru Nessos Nestor Nibelung/nibelungar Nindukugga Ningirsu Ningizzida Ninhursag Ninigi Ninki Ninlil Ninsun Ninurta Niobe Njord Nkunare Noa Nodens Noh Nokomis nornor Notos Nuadha Nudd Nugu Nugua Num Nummo Nun Nusku Nut Nyalitch Nyambé Nyamé Nyikang Nymf Nyunza Nyx Nzambi Näcken Näkki

## O
Od Oden Oduduwa Odysseus Oengus Ogmios Ogun Ohrmuzd Oiagros Oidipus Oinomaos Oisin Ojin Okeanos okeanider Ōkuninushi Olelbis Olodumare Olofat Olokun Olorun Olwen Omfale Omoigane Onan Onatha Oni Oranyan Orenda Orestes Orfeus Orion Orisha-Nla Orunmila Oshun Osiris Osla Ossian Ouranos Owein Owo Oxalá

## P
Pachacamac Pachamama Pachayachachic Padmasambhava Pah Pallas Pan Pandavas Pandora Pandu Pangu Papa Paraparawa Parashurama Paris Parajanya Parser Parshu Parsifal Parvati Pasifaë Patroklos Pauathuner Pegasos Pelé Peleus Pelles Pelops Penelope Perceval Peredur Perithous Persefone Perseus Perun Phoebe Pillan Pluto Pluton Polevik Pollux Polybos Polydektes Polydeukes Polyfemos Polynikes Pomona Poseidon Poshaiyangkyo Potifar Prajapati (hinduism) Prajapati (buddhism) Priamos Prithivi Prokrustes Prometheus Proserpina Pryderi Proteus Psyche Ptah Pulekukwerek Purandhi Purusha Pushan Pwyll Pygmalion (kung på Cypern) Pygmalion (kung i Tyros) Pyramus Pythia Python

## Q
Qaholom Qat Qebehsemuf Qi Quetzalcoatl

## R
Ra Ra-Harakhte Rahula Raiden Raiko Rakel Rama Ramachandra Ran Randgrid Rangi Rasnu Rat[källa behövs] Rata Rati Rati-Mbati-Ndua Ratnasambhava Ratri Ravana Rebecka Regin Reginleif Remus Renenet Rhadamantys Rhea Rhiannon Rind Rist Romulus Rongo Rota Ruben Rudra Rusalki Rustem Rut Ryujin Rådgrid

## S
Sadrak Sakyamuni Salomo Samuel Sanherib Sanjaya ind  Saoshyant Sara Saranyu Sarasvati ind  Sarpedon Satan Sati Satis Saturnus Satyr/Satyrer Saul Savitri Sebek Sedna Sehem Seker Sekhmet Sela Sem Semele Serafim/Serafer Serapis Set Sfinx Shai Shakuru Shamash Shang Shang Di Shango Shashti ind  Shelardi Shennong Shiva ind  Shivini Shoulao Shu i kinesisk mytologi Shu i japansk mytologi Shukalletuda Sia Siddharta Siduri Siegfried Sif/Siv Sigrun Högnesdotter Sigurd Fafnesbane Sigyn Silenius Silvanus Simargl Simeon Simson Sin Sindre Sippora Sirener Sisyfos Sita ind  Skagul/Skögul Skade Skanda ind  Skanda ind  Skogsrået Skrymer Skuld Skylla Skäggald/Skeggjald Sleipner Sokar Soma ind  Spenta Mainyu Stribog Suddhodhana Sugriva Suku-Na-Bikona Surya ind  Susanoo Suseri-Bime Suttung Svantevit Svarogu

## T
Ta'aroa Taikomol Tajika-No-Mikoto Taliesin Tametomo Tammuz Tane Tangaroa Tano Tantalos Tanukujen Taueret Tawara Toda Tawhaki Tawhiri Tawiskaron Tefnut Teiresias Teisheba Telemachos Temaukel Tengri Tengu Tepeu Terpsikore Teyron Tezcatlipoca Themis Theseus Thespios Thetis Tethys Thisbe Thobadestchin Thot Tunupa Thyestes Tiamat Tian Tianlong Tieholtsodi Tien Mu Tiermes Tiki Viracocha Tinarau Tirawa Titaner Tiw Tjalfe Tlalchitonatiuh Tlaloc Tlazolteotl Tocapo Viracocha Tohil To Kabinana Tomte Tonatiuh Tor Tore Tornarsuk Triptolemos Tristan Trud Trym Tsentsa Tsui'goab Tsukuyomi Tu Tuapaca Tudava Tutujanawin Tvashtar Twe Tyndareos Tyr Tzununiha

## U
Uke-Mochi Ukko Ull (mytologi) Ulysses Uma Umngoma Ungud Unkulunkulu Upuaut Uranos Urashima Urd Uriah Urshanabi Ushas Utgårdaloke Uther Uti Utnapishtim Utu Uzume

## V/W
Vach Vahagn Waimariwi Vairochana Wakahiru-Me Wakonda Vale Valkyrjor/Valkyrior Vamana Wanambi Wandjina Vaner Varaha Waramurunggundji Varuna Vata Watauineiwa Wawalag Vayu Wele Veles Wenchang Venus Verdandi Vesta Whiro Vidar Viracocha Wisagatcak Vishaps Vishnu Vishvarupa Vittror Vivasvat Wiyot Voc Woden Vodjanoj Wohpekumen Vohu Manah Woto Vortigern Vritra Vucub-Caquix Vulcanus Vyasa Väinämöinen Vättar Völsung

## X
Xbalanque Xie Xiuhtlecutli Xi Wangmu Xmucane Xpiyacoc

## Y
Yalafath Yam Yama Yamato Takeru Yama-Uba Yami Yang Yao Yarilo Yasodhara Yeitso Yemanjá Yen-Lo Ygg Yi Yima Yin Ymer Yokul Yorimitsu Yoshi-Iye Yoshitsune Ysbaddaden Yu Yudi Yu-Huang Yuki-Onna Yulunggul Yuqiang Yvain

## Z
Zao-Jun Zababa Zarathustra Zefyros Zeus Zhi Nu Zhongguei Zhuan Hu Zin Ziusudra Zmei Gorynich Zoa Zoroaster Zu Zurvan

## Ä
Ägir